# 孟孝琚碑
孟孝琚碑，清光绪二十七年（1901年）出土于昭通白泥井。现嵌置于凤池书院（今昭通第三中学）“汉碑亭”内。被誉为“滇南瑰宝”、“稀世之珍”、“古汉碑第一”。
现存孟孝琚碑，高1.33米，宽0.96米，共十五行，现每行残存二十一字，据推测每行缺七字，立碑时间，有多种说法，以东汉永寿2-3年较为可信。
该碑有多方面价值，记载了孟孝琚生平，了解汉代人民的宗教信仰，和书法石刻水平。碑文为方笔隶书，打破了“北方南圆”的说法。梁启超曾评说，孟孝琚碑可以探索“汉隶与今隶递嬗痕迹”。
孟孝琚碑作为汉代文物，2006年5月25日 被国务院列入第六批全国重点文物保护单位。